# Кикимора (Лядов)

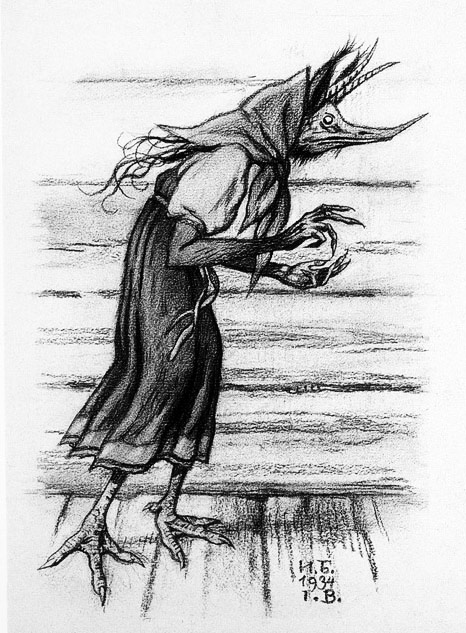
Кикимора (иллюстрация Ивана Билибина, 1934

«Кики́мора» — одночастная симфоническая картина А. К. Лядова, написанная им в 1909 году и получившая авторское обозначение фантастическое скерцо op. 63.

## Герой произведения
Кикимора — один из отрицательных персонажей славянской мифологии, подробно описанный в «Сказаниях русского народа» И. Сахарова. Лядов предпосылает своей картинке следующую программу:

«Живет, растет Кикимора у кудесника в каменных горах. От утра до вечера тешит Кикимору кот-баюн — говорит сказки заморские. Со вечера до бела света качают Кикимору во хрустальчатой колыбельке. Ровно через семь лет вырастает Кикимора. Тонешенька, чернешенька та Кикимора, а голова-то у неё малым-малешенька, со наперсточек, а туловища не спознать с соломиной. Стучит, гремит Кикимора от утра до вечера; свистит, шипит Кикимора со вечера до полуночи; со полуночи до бела света прядет кудель конопельную, сучит пряжу пеньковую, снует основу шелковую. Зло на уме держит Кикимора на весь люд честной»— 

## Премьера
Премьера скерцо состоялась 12 декабря 1909 года в зале Дворянского собрания Санкт-Петербурга в исполнении оркестра Императорской русской оперы под управлением Александра Зилоти.

## Инструментовка
| Состав оркестра, используемый в «Кикиморе»                                                                      |
| Деревянные духовые                                                                                              |
| 1 флейта пикколо, 2 флейты, 2 гобоя, 1 английский рожок, 2 кларнета в B, 1 бас-кларнет, 2 фагота, 1 контрафагот |
| Медные духовые                                                                                                  |
| 4 валторны в F, 2 трубы в B,                                                                                    |
| Ударные |
| Литавры, большой барабан, тарелки, 1 ксилофон, 1 челеста                                                        |
| Струнные |
| Первые скрипки, вторые скрипки, альты, виолончели, контрабасы,                                                  |